# 約翰·丹尼爾·提丟斯
約翰·丹尼爾·提丟斯（德語：Johann Daniel Titius，1729年1月2日—1796年12月16日）是一位德國天文學家，路德城維滕貝格教授。

## 生平
約翰·丹尼爾·提丟斯出生於皇家普魯士科尼茨（霍伊尼采），父親是雅各布·蒂茨，一位科尼茨的商人和議員，母親是瑪麗亞·多蘿西婭。
約翰·丹尼爾·提丟斯的原名是約翰·蒂茨 (Johann Tietz)，但按照18世紀的習俗，當他成為大學教授時，他將自己的姓氏拉丁化為 提丟斯（Titius）。約翰·在但澤（格但斯克）上學，並在萊比錫大學學習（1749-1752年）。

## 提丟斯-波德定律
他最著名的成就是提出提丟斯-波德定律，並利用這條定律預測了距離太陽2.8個天文單位的天體，導致了1801年，朱塞普·皮亞齊發現穀神星。1766年，他將自己對行星距離的觀察結果融入查爾斯·博內 (Charles Bonnet) 的《自然沉思錄》 （Contemplation de la Nature）的德文譯本中，發明提丟斯定律。由於提丟斯定律，前四顆小行星最初被標記為行星。經過十五年的中斷，其他小行星開始以穩定增加的速度被天文學家發現，穀神星最終被重新標記為小行星。穀神星自2006年以來已升級為矮行星。
小行星1998和月球上提丟斯環形山以他的名字命名。